# Länsstyrelsen i Värmlands län
Länsstyrelsen i Värmlands län är en statlig myndighet med kansli i Karlstad. Länsstyrelsen ansvarar för den statliga förvaltningen i länet, och har flera olika mål gällande regional utveckling. Länsstyrelsen i Värmlands län har cirka 200 anställda.
Länsstyrelsens chef är landshövdingen, som utses av Sveriges regering.